# Manettia alba
Espèce
Synonymes
Selon Tropicos (23 février 2022)
- Manettia lygistum var. alba K. Schum.
- Manettia picta Willd.
- Nacibea alba Aubl. - Basionyme

Selon GBIF (23 février 2022)
- Manettia alba (Aubl.) Forsyth f.
- Coccocypselum virgatum Lam.
- Conotrichia alba (Aubl.) A.Rich.
- Lygistum album (Aubl.) Kuntze
- Manettia lygistum var. alba (Aubl.) K.Schum.
- Manettia picta Willd.
- Nacibea alba Aubl. - Basionyme

Manettia alba est une espèce néotropicale de liane néotropicale, appartenant à la famille des Rubiaceae.

## Description
Manettia alba est une liane herbacée volubile.
Les feuilles mesurent 3,5-7 × 1,5-3,5 cm, comportant 3-10 paires de nervures secondaires, avec des pétioles longs de 5-12 mm, et des stipules d'environ 1 mm de long.
Les inflorescences sont cymeuses, mesurant 2,5-3,5 × 2-3 cm.
Le calice porte 4 lobes longs de 0,5-1,5 mm de long. La corolle est de couleur vert pâle à blanc, avec un tube long de 2-2,5 mm, et des lobes d'environ 2,5 mm.
Ses fruits sont des capsules mesurant 4-6 × 3-5 mm, et ses semences 1-1,5 mm de diamètre.
En 1953, Lemée en propose la description suivante de Faramea guianensis :

« Liane subglabre ; feuilles de 0,03-0,07 environ sur 0,01-0,03, ovales ou elliptiques aiguës ou acuminées, à base aiguë ou obtuse, glabres, avec 4-5 paires de nervures latérales saillantes en dessous, stipules largement triangulaires; inflorescences en cymes axillaires pauciflores . pédonculées, fleurs à pédicelle court, blanches ou bleues, petites, calice à 4 dents, corolle à tube cylindrique de 3 mm. environ élargi vers le sommet, poilu dans la gorge, lobes poilus en dessus ; capsule de 4-5 mm environ, ovale glabre. »

— Albert Lemée, 1953.

## Répartition
Manettia alba est présente du Venezuela au nord-est du Brésil en passant par le Guyana, le Suriname, et la Guyane.

## Écologie
Manettia alba pousse au Venezuela dans les Forêts humides montagnardes ou sub-montagnardes, à 300-1 200 m d'altitude et les formations ripicoles et forêts de terre ferme en Guyane.
Sa taxonomie a été précisée.
Manettia coccinea a été retrouvé dans des prélèvements palynologiques anciens de l'Holocène en Guyane,.

## Protologue

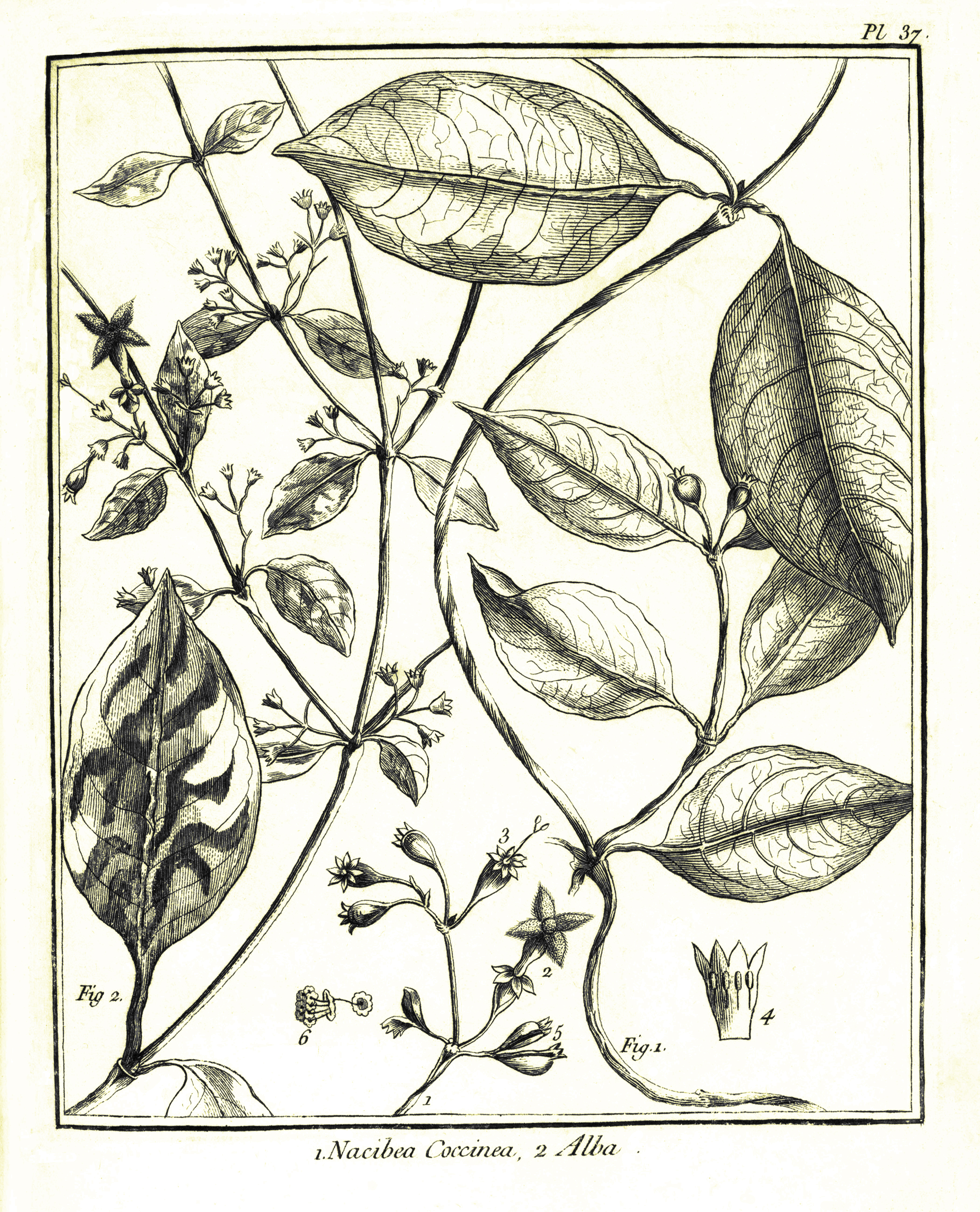
Manettia alba par Aublet (1775)
Planche 37. fig. 1 Manettia coccinea - fig. 2 Manettia alba

En 1775, le botaniste Aublet propose le protologue suivant : 

« 1. NACIBEA (alba) caulibus ſcandentibus ; foliis ovatis, acutis; calice florum quadri-dentato. (Tabula 37. Fig. 2).
Hæc ſpecies diſſert à précédenti, calice quadridentato, corolla breviori, albà, & foliis latioribus, ex luteo variegatis.
Floret eodem tempore ; & iifdem locis reperitur.

LA NACIBE à fleur blanche. (PLANCHE 37. fig. 2)
Cette plante diffère de la précédente [Manettia coccinea] par ſes feuilles qui ſont d'un verd jaunâtre ; par le calice de ſes fleurs qui eſt à quatre diviſions ; par la corolle, dont le tube eſt plus court ; & par ſa couleur qui eſt blanchâtre, 
Je l'ai trouvée dans le même lieu [ſur les bords de la Clique des Galibis]. »

— Fusée-Aublet, 1775.